# Никонов, Иван Яковлевич
Иван Яковлевич Никонов (1912—1980) — старшина Рабоче-крестьянской Красной Армии, участник Великой Отечественной войны, Герой Советского Союза (1945).

## Биография
Иван Никонов родился 25 августа 1912 года в деревне Федьково (ныне — Карагайский район Пермского края). После окончания начальной школы работал шахтёром. В 1934—1938 и в 1939—1940 годах проходил службу в Рабоче-крестьянской Красной Армии. В марте 1943 года Никонов в третий раз был призван в армию. С июля того же года — на фронтах Великой Отечественной войны.
К январю 1945 года гвардии старшина Иван Никонов командовал отделением БТР разведвзвода роты управления 62-й гвардейской танковой бригады 10-го гвардейского танкового корпуса 4-й танковой армии 1-го Украинского фронта. Отличился во время освобождения Польши. 13 января 1945 года отделение Никонова провело разведку боем у переправы через реку Чарна Нида в районе посёлка Моравица в 13 километрах к северу от Кельце. Оказавшись в окружении, Никонов захватил немецкий танк «Тигр» и отражал вражеские контратаки до подхода основных сил, уничтожив вместе с товарищами около 100 солдат и офицеров противника. 26 января 1945 года отделение Никонова форсировало Одер в районе города Штейнау и два дня вело разведку вражеской обороны.
Указом Президиума Верховного Совета СССР от 10 апреля 1945 года за «образцовое выполнение боевых заданий командования на фронте борьбы с немецкими захватчиками и проявленные при этом мужество и героизм» гвардии старшина Иван Никонов был удостоен высокого звания Героя Советского Союза с вручением ордена Ленина и медали «Золотая Звезда» за номером 6010.
Участвовал в Параде Победы. В 1945 году Никонов был демобилизован. Окончил совпартшколу, после чего продолжал работать на шахте в посёлке Углеуральский. Позднее переехал в город Губаха Пермской области. Умер 29 апреля 1980 года, похоронен в Губахе.
Был также награждён орденами Отечественной войны 1-й степени, Красной Звезды и Славы 3-й степени, рядом медалей.
В честь Никонова названа улица в Губахе.